# Jan Švankmajer
Jan Švankmajer, född 4 september 1934 i Prag, är en tjeckisk filmregissör och stop motion-animatör.
Švankmajer definierar sig själv som "militant surrealist" och hans filmer har sagts vara "som om Salvador Dalís bilder börjat röra på sig". Han började sin filmkarriär med animerade kortfilmer 1964, men internationellt uppmärksammad på allvar blev han först i och med sina långfilmer där han blandar animation och live-action. Utöver sina långfilmer har han hittills producerat närmare trettio kortfilmer.

## Långfilmer
- Neco z Alenky, 1988 (Alice[10])
- Faust, 1994[10]
- Spiklenci slasti, 1996
- Otesánek, 2000 (engelska: Greedy Guts)[10]
- Sílení, 2005
- Prezít svuj zivot (teorie a praxe), 2010